# ジャストパーク
ジャストパークとは、1998年に株式会社ジャストが運営・管理を開始した駐車場の総称。その後2000年に西武プロパティーズも同名の駐車場や駐輪場の運営・管理を開始したが、2011年に西武スマイルパークと名称を変更している。株式会社ジャストのジャストパークは、東京都台東区を中心に2013年2月現在で駐車場150か所を展開している。

## 概要
東京都台東区を中心に展開する時間貸し駐車場（コインパーキング）。
施設は土地の所有者から株式会社ジャストが土地を借り上げて、機械設置から運営・管理まで行う場合と、土地を買い取って行う場合がある。
地域を絞り込むことにより、少数経営ながらキメの細かい管理が特徴。
株式会社ジャストは平成17年11月には地元台東区より「したまちTAITO産業賞」を受賞。台東区の産業の活性化に大きく貢献した企業として表彰されてもいる。

## 主な設置区域
- 台東区87か所
- 荒川区19か所
- 墨田区12か所
- 足立区12か所
- 千代田区8か所
- 葛飾区6か所
- 中央区2か所
- 新宿区2か所
- 江東区1か所
- 北区1か所